# Dermaleipa metaxantha
Dermaleipa metaxantha là một loài bướm đêm thuộc họ Erebidae, được Hampson miêu tả khoa học lần đầu tiên năm 1913. Loài này được tìm thấy ở miền bắc Úc.

## Hình ảnh

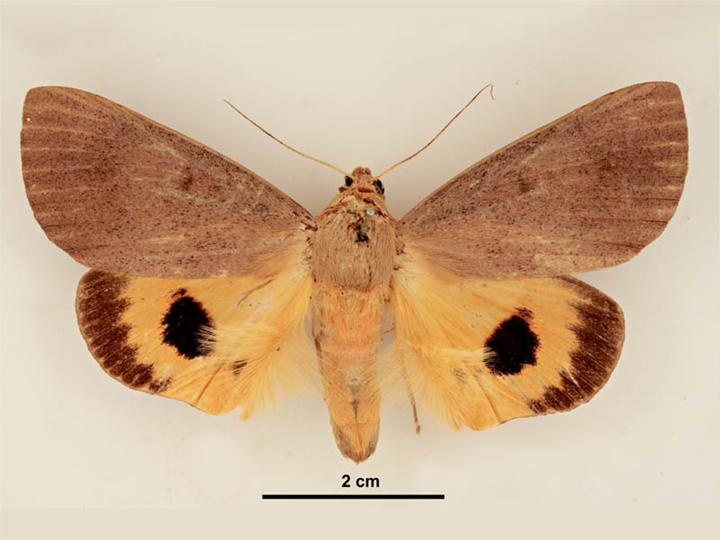
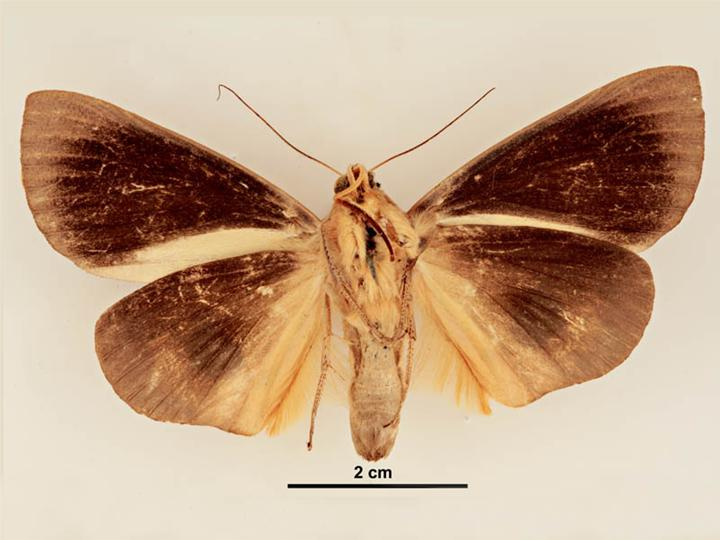
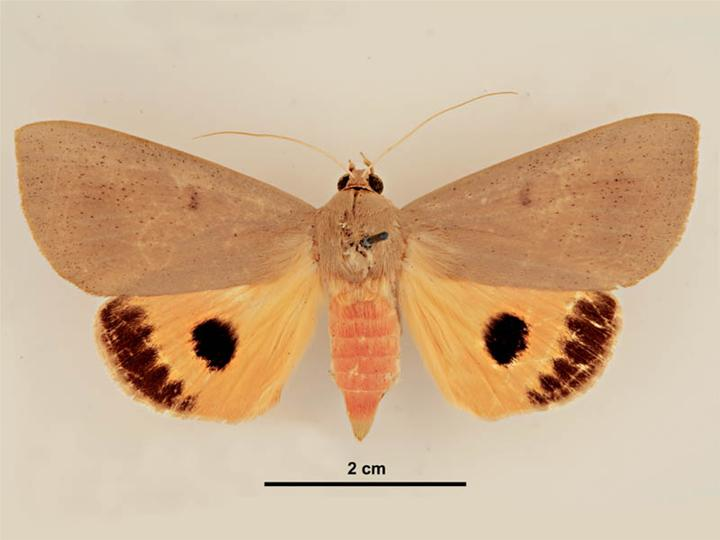
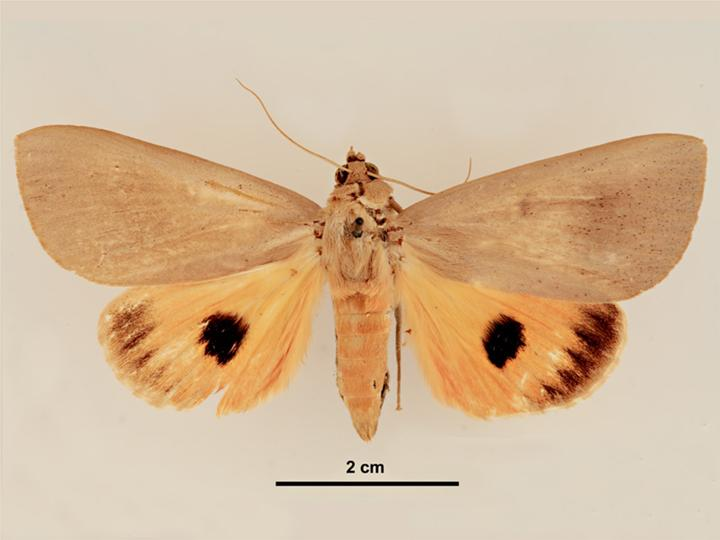